# Големоока акула скитница
Големооката акула скитница (Alopias superciliosus) е вид хрущялна риба от семейство Alopiidae. Видът е световно застрашен, със статут Уязвим.

## Разпространение
Разпространен е в Австралия, Ангола, Аржентина, Бахамски острови, Бразилия, Венецуела, Виетнам, Галапагоски острови, Гватемала, Гвинея, Гърция, Еквадор, Израел, Испания (Канарски острови), Италия, Коста Рика, Куба, Мадагаскар, Малдиви, Малки далечни острови на САЩ (Атол Джонстън, Остров Бейкър, Уейк и Хауленд), Мароко, Мексико, Никарагуа, Нова Зеландия, Нова Каледония, Панама, Португалия (Азорски острови и Мадейра), Провинции в КНР, Салвадор, САЩ (Алабама, Вирджиния, Джорджия, Калифорния, Луизиана, Мисисипи, Ню Йорк, Северна Каролина, Тексас, Флорида, Хавайски острови и Южна Каролина), Сенегал, Сиера Леоне, Сомалия, Тайван, Турция, Уругвай, Френска Полинезия (Маркизки острови), Шри Ланка, Южна Африка и Япония.